# Hotel The Arusha
El Hotel The Arusha (en inglés: The Arusha Hotel) es el hotel más antiguo que sobrevive en la ciudad de Arusha, en el norte del país de África oriental de Tanzania. Anteriormente, era conocido como el Hotel Nueva Arusha (New Arusha Hotel). Fue construido en el año 1894.